# Koryczany
Koryczany – wieś w Polsce położona w województwie śląskim, w powiecie zawierciańskim, w gminie Żarnowiec. 
| SIMC    | Nazwa      | Rodzaj    |
| ------- | ---------- | --------- |
| 0225779 | Doły       | część wsi |
| 0225785 | Dziadówki  | część wsi |
| 0225791 | Górka      | część wsi |
| 0225800 | Przymiarki | część wsi |
| 0225816 | Zasadek    | część wsi |

Koryczany leżą na styku trzech województw: śląskiego, małopolskiego (wieś Karczowice), świętokrzyskiego (wieś Przełaj).
W latach 1975–1998 miejscowość administracyjnie należała do województwa katowickiego.
Wierni Kościoła rzymskokatolickiego należą do parafii Narodzenia Najświętszej Maryi Panny w Żarnowcu.

## Nazwa
Nazwę miejscowości w zlatynizowanej staropolskiej formie Korziczani villa wymienia w latach (1470–1480) Jan Długosz w księdze Liber beneficiorum dioecesis Cracoviensis.